# Tom Pillibi
A Tom Pillibi című dal volt az 1960-as Eurovíziós Dalfesztivál győztes dala, melyet a francia Jacqueline Boyer adott elő francia nyelven.

## Az Eurovíziós Dalfesztivál
A dalt nemzeti döntő nélkül választották ki, a francia tévé kérte fel Boyer-t a feladatra.
A dal közepes tempójú, melyben az énekesnő a címben szereplő szerelmét jellemzi. Felsorolja Tom Pillibi vagyonát, majd a dal végén bevallja, hogy mindez csak hazugság, de ő azért szereti.
A március 29-én rendezett döntőben a fellépési sorrendben tizenharmadikként adták elő, az olasz Renato Rascel Romantica című dala után. A szavazás során harminckét pontot szerzett, mely az első helyet érte a tizenhárom fős mezőnyben. Ez volt Franciaország második győzelme.
A következő francia induló Jean-Paul Mauric Printemps (Avril carillonne) című dala volt az 1961-es Eurovíziós Dalfesztiválon. 
A következő győztes a luxemburgi Jean-Claude Pascal Nous les amoureux című dala volt.

### Kapott pontok
| Kapott pontok                                                                          | 5 | 4 | 1 | 4 | 3 | 5 | 1 | 5 | 1 | 2 | 1 | 0 |  |
| A tábla a fellépés sorrendjében van rendezve. A szavazás fordított sorrendben történt. |   |   |   |   |   |   |   |   |   |   |   |   |  |

## Slágerlistás helyezések
| Slágerlisták (1960) | Lh.* |
| ------------------- | ---- |
| Belgium             | 5    |
| Egyesült Királyság  | 33   |
| Hollandia           | 15   |
| Spanyolország       | 1    |

*Lh. = Legjobb helyezés.

## Külső hivatkozások
- Dalszöveg
- YouTube videó: A Tom Pillibi című dal előadása a londoni döntőn